# Abdij van Cluny
De Abdij van Cluny is een benedictijner klooster, gelegen bij de plaats Cluny, ongeveer 90 kilometer ten noorden van Lyon. De abdij was het organisatorisch middelpunt en aandrijver van een belangrijke hervormingsbeweging binnen de Rooms-Katholieke Kerk, de Orde van Cluny, die zich tussen 900 en 1200 over een groot deel van West-Europa verspreidde.

## Uniek stichtingsconcept
De abdij werd in 909 of 910 gesticht door Willem I van Aquitanië, hertog van Aquitanië en graaf van Mâcon, bijgenaamd Willem de Vrome. Hij had er als feodale heer belang bij, net als andere wereldlijke machthebbers, de centrale macht en invloed van de Katholieke Kerk aan banden te leggen. De Kerk breidde zijn macht en invloed onder andere uit door het stichten van kloosters. Willem vroeg de abt Berno (850-927) van het klooster van Baume, nabij Besançon, om advies. Willem deed de nieuwe orde een schenking, inhoudende wijngaarden, velden, weilanden, bossen, wateren, molens, horigen, landbouwgrond en woeste gronden. Er moest gastvrijheid worden gegeven aan armen, vreemden en pelgrims.
Uniek is dat Willem voor de schenking een juridisch concept gebruikte dat de leiding van de kloosterorde vergaande autonomie gaf. In de schenkingsakte werd gestipuleerd dat het klooster niet onder het gezag van plaatselijke autoriteiten, noch werelds, noch kerkelijk kwam en direct onder de paus stond (exemptie), maar met een verbod voor de paus te beschikken over de eigendommen en om een abt te benoemen zonder instemming van de monniken. Willem plaatste Cluny onder de bescherming van de heiligen Petrus en Paulus en legde een vloek op iedereen die zich niet aan de bepalingen van de overeenkomst zou houden. Omdat de paus ver weg in Italië zat, betekenden de bepalingen uit de schenkingsakte dat het klooster in wezen onafhankelijk was.
Willem zag als stichter af van rechten die hem volgens het toen in zwang komende eigenkerkenwezen toevielen, zoals rechten aan het grondgebied, het gebouw en het recht de abt, priesters en andere hooggeplaatsten te benoemen. Wel moesten de monniken voor hem en zijn familie bidden. De beperkte zeggenschap van de kerk werd pas achteraf door de paus aanvaard, maar hierdoor kon Cluny op een verregaande autonomie rekenen. De Romana libertas, vrijheid van Rome, gaf het klooster veel prestige en had een sterke voorbeeldfunctie.
Het was aan abt Odo van Cluny te danken dat de invloed van de abdij groeide. Odo legde de nadruk op naleving van de voorschriften uit het handboek voor kloosterorden Regula Benedicti (Regelwerk van Benedictus) in de variant van Benedictus van Aniane. Er werd vooral nadruk gelegd op het eerste deel van de voorschriften, samengevat als Ora et labora (bidden en werken) en bijgevolg werd een goed functionerende kloosterdiscipline opgebouwd. Het grote gebied dat de orde aan landgoederen en bossen had verkregen bracht hoge opbrengsten, een klein deel ervan werd besteed aan liefdadigheid. Leken konden er tegen betaling in goederen of geld missen laten opdragen voor zichzelf of de familie, ook na overlijden, en voor hun dierbare overledenen. Door dergelijke opdrachten kon men weer zonden kwijtgescholden krijgen. Volgens de overlevering was het Odilo van Cluny, abt van Cluny, die in 998 besloot dat de overleden gelovigen herdacht moesten worden. Hij was daarmee de grondlegger van het kerkelijke feest van Allerzielen, dat in de 14e eeuw op bevel van de paus in de gehele Latijnse Kerk werd ingevoerd.
Tegelijkertijd ontwikkelde zich in dezelfde geest de romaanse bouwkunst, gekenmerkt door de tongewelven die een goede akoestiek boden voor de religieuze zang.
Het succes van Cluny is ook te danken aan de grote figuren die er als abt fungeerden: Berno van Cluny, Odo (10e eeuw), Majolus, Odilo (11e eeuw), Hugo en Petrus Venerabilis (12e eeuw). Onder het abbatiaat van Odo werden honderden kloosters onder Cluny gesteld. De abt van Cluny was de overste over allen, maar aan het hoofd van elk van de dochterkloosters werd een prior aangesteld.
De abdij verrijkte zich ook door de reliekverering die Cluny tot een geliefd doel voor pelgrimage maakte.
Cluny bouwde in de loop der eeuwen een breed gewaaierd netwerk uit:
- Nieuwe stichtingen ontstonden die meteen voogdijvrijheid genoten. Cluny functioneerde als de moederabdij. Vanaf 1024 werd hun immuniteit bovendien nog uitgebreid.
- In de 12e eeuw resideerden er 300 monniken te Cluny.
- Cluny stimuleerde de godsvredebeweging die erop gericht was in West-Europa een grotere veiligheid te bewerkstelligen. Deze eerste kerkelijke vredesbeweging stimuleerde niet alleen giften aan kerken en kloosters, maar ook de bedevaarten naar Santiago de Compostella en daarmee de opkomst van de romaanse kunst langs de pelgrimswegen. Tot in Spanje is daardoor de invloed van de architectuur van Cluny merkbaar. De betekenis van Cluny en de pelgrimages naar Santiago voor de reconquista tegen het islamitische Marokkaanse rijk in Zuid Spanje is betrekkelijk. Verhalen over de heilige Jacobus en de strijd tegen de Moren dateren op zijn vroegst uit het einde van de elfde eeuw. Afbeeldingen van de Morendoder dateren zelfs pas uit de 16e en 17e eeuw.
- De abdij verwierf grote politieke macht door haar betekenis voor de economie, ook op cultureel vlak had de abdij van Cluny veel  invloed.

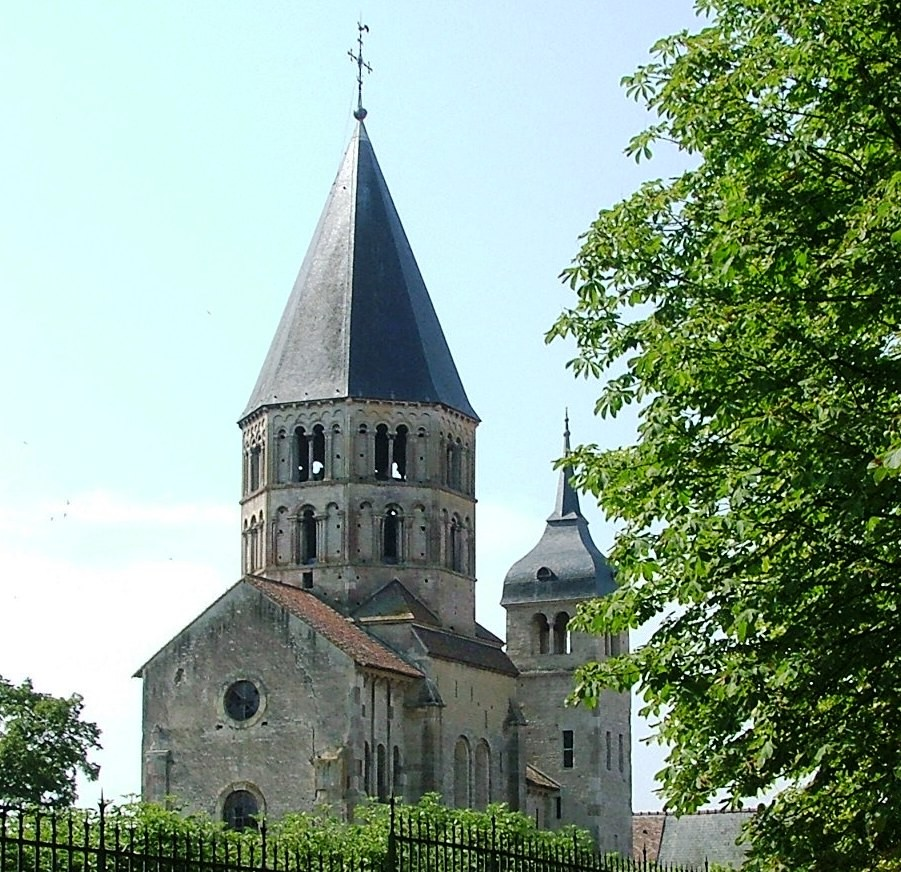
De twee overgebleven torens van de kloosterkerk.

## Kloosterkerk van Cluny
Dankzij de toenemende welvaart van de abdij konden het klooster en de kloosterkerk steeds weer worden verfraaid en vergroot. Dit heeft ertoe geleid dat in Cluny achtereenvolgens drie kerken hebben gestaan die steeds moesten wijken voor een grotere opvolger. De laatste kerk was een zeer grootse kerk, een van de mooiste bouwwerken uit die tijd. Het zou tot de bouw van de Sint-Pietersbasiliek de grootste kerk ter wereld zijn geweest. De abt die de beslissing tot deze zogenaamde fase III-bouw gaf, was Hugo van Semur, ook Hugo van Cluny genoemd. De architect was de wiskundige Hézelon uit Luik.
Het schip van de kerk had aan beide zijden twee zijbeuken. Aan de kruising was het koor verbonden met een kooromgang, waarbij om de kooromgang vijf kooromgangkapellen waren gebouwd. Boven op de kerk waren acht torens gebouwd, twee boven de narthex, een vieringtoren, twee torens boven de beide transepten, twee kleine torens naast de zijbeuken en de transepten en een toren boven het koor. De hele kerk was rijkelijk versierd.

## Opheffing en verval
Het klooster werd in 1790 opgeheven, waarna de kerk van Cluny grotendeels werd vernietigd tijdens de Franse Revolutie. Tegenwoordig is alleen nog een deel van het transept met twee torens over.
Het klooster, dat werd gezien als een typische exponent van het ancien régime, werd samen met het grootste deel van de kerk verwoest in de Franse Revolutie. De grote bibliotheek en het archief gingen in 1793 in vlammen op en de kerk werd geplunderd. Het landgoed van de abdij werd in 1798 voor 2.140.000 frank verkocht. In de jaren erna werden de enorme muren van de abdij afgebroken en de stenen werd gebruikt voor de wederopbouw van de stad. De huidige overblijfselen van het klooster zijn ongeveer 10% van het totale oppervlak van de derde abdij. In 1928 vonden opgravingen plaats onder leiding van de Amerikaanse archeoloog Kenneth J. Conant met de steun van de Medieval Academy of America. Overblijfselen van pilaren van de verwoeste kerk geven de omvang van het voormalige gebouw aan.

Sinds 1901 is in het voormalige klooster een onderdeel van de École nationale supérieure d'Arts et Métiers (ENSAM), gevestigd.

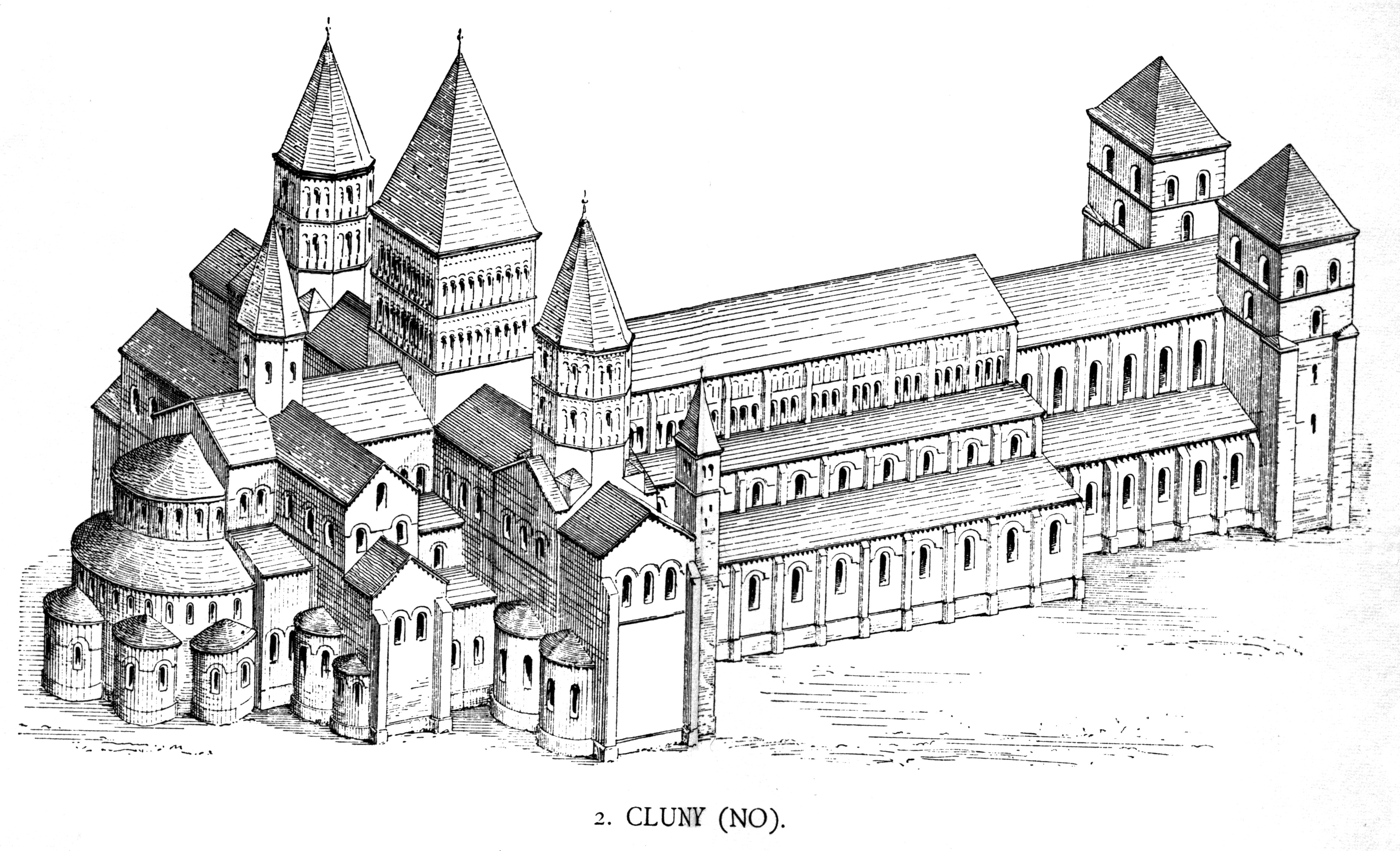
Reconstructie van de derde abdij van Cluny
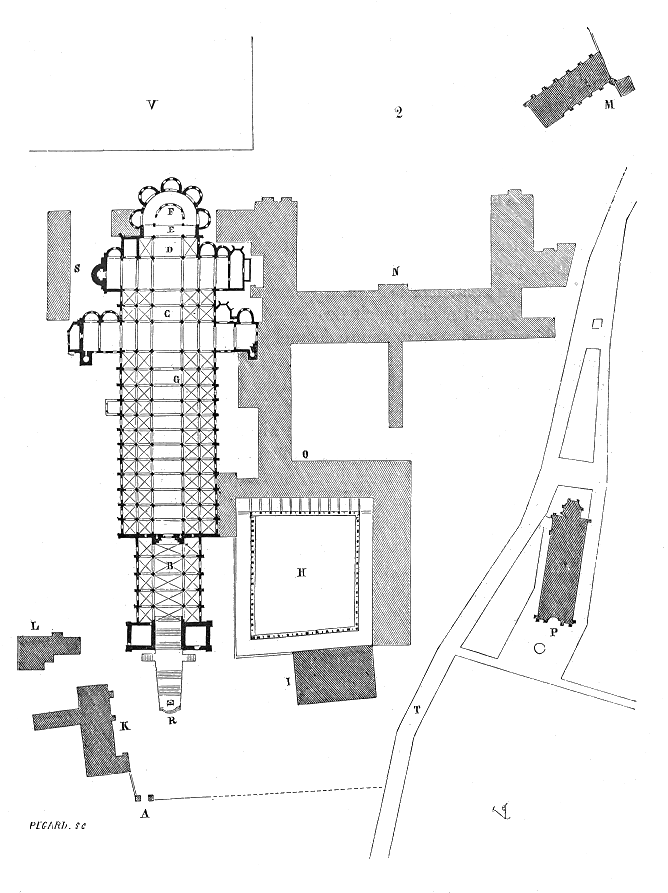
Grondplan van de derde abdij van Cluny
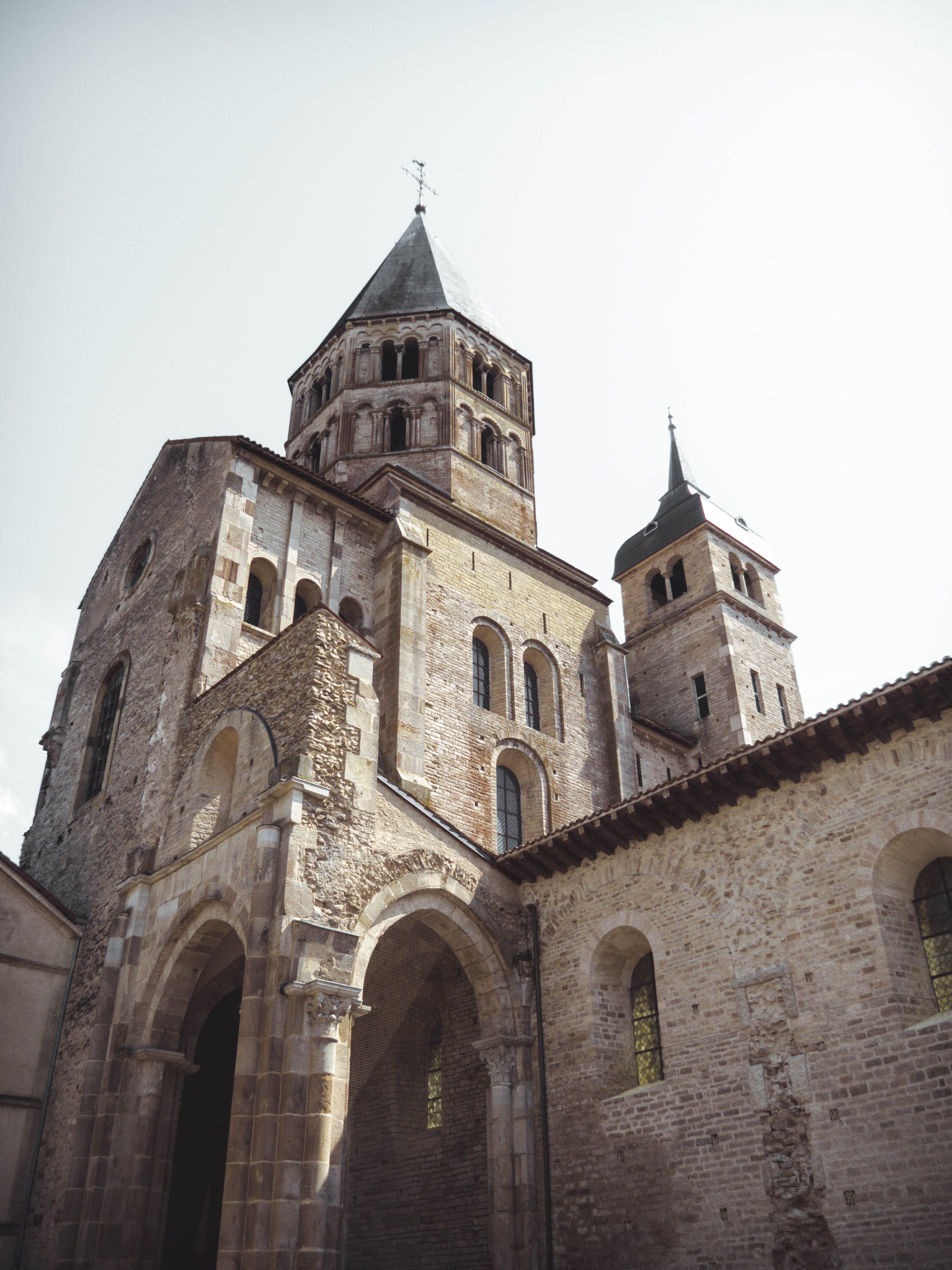
De torens gezien vanuit het schip
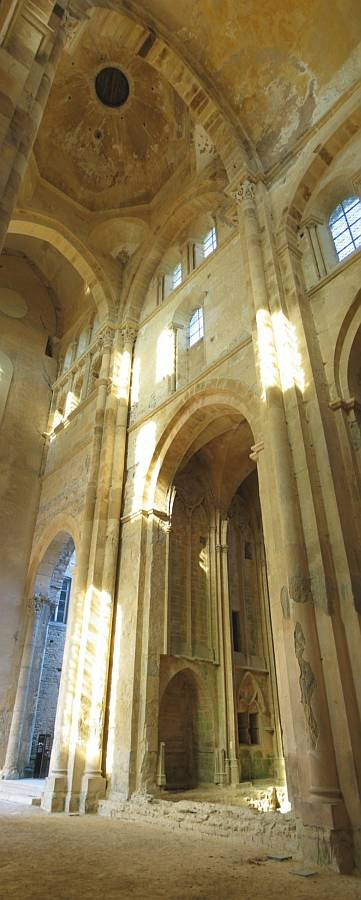
Het gewelf